# We Have Arrived
We Have Arrived debitantski je studijski album američkog thrash metal sastava Dark Angel. Album je 31. siječnja 1985. godine objavila diskografska kuća Axe Killer Records. Jedini je album s bubnjarom Jackom Schwartzom.

## Popis pjesama
| 1.    | »We Have Arrived«                |  | 4:07 |
| 2.    | »Merciless Death«                |  | 4:28 |
| 3.    | »Falling from the Sky«           |  | 4:23 |
| 4.    | »Welcome to the Slaughter House« |  | 5:23 |
| 5.    | »No Tomorrow«                    |  | 6:31 |
| 6.    | »Hell's on Its Knees«            |  | 4:14 |
| 7.    | »Vendetta«                       |  | 4:27 |
| 33:33 |                                  |  |      |

## Zasluge
Dark Angel
- Don Doty – vokal
- Eric Meyer – gitara
- Jim Durkin – gitara
- Rob Yahn – bas-gitara
- Jack Schwartz – bubnjevi

Ostalo osoblje
- Vadim Rubin – produkcija
- Bill Metoyer – tonska obrada
- Sean Rodgers – ilustracije
- Ken Perry – masteriranje
- Mike Siegel – produkcija